# Fel·lació
La fel·lació (del llatí fellatio, col·loquialment mamada o francès) és una pràctica sexual de sexe oral, que consisteix a estimular el penis o els testicles amb la boca i la llengua. És una pràctica comuna en humans, i s'ha observat també en altres animals com ara els bonobos o els ratpenats frugívors de nas curt gros.
En humans, la fel·lació pot ser excitant per ambdós participants, i pot generar un orgasme de la persona receptora. La majoria de persones amb aparell sexual masculí gaudeixen de rebre aquesta pràctica, tanmateix, n'hi ha moltes que no la gaudeixen ni la desitgen, com també persones que no els agrada donar-la.
Per algunes parelles pot ser una pràctica prèvia a d'altres pràctiques sexuals (com ara el coit vaginal o anal), per d'altres pot representar la pràctica sexual principal. En homes gais, la fel·lació és el comportament sexual més popular. De fet, s'ha observat una correlació positiva entre la quantitat de sexe oral i la satisfacció d'aquestes parelles.
La fel·lació, com la majoria d'activitats sexuals, comporta un cert risc a l'hora de contraure malalties de transmissió sexual (ITS/MTS). No obstant això, el risc de transmissió d'aquestes malalties mitjançant el sexe oral, especialment la transmissió del VIH, és molt menor comparat amb el sexe vaginal o anal.
La majoria de països no tenen lleis que prohibeixen la pràctica del sexe oral, encara que algunes cultures poden considerar-la un tabú. Les persones també poden tenir sentiments negatius o inhibicions sexuals a l'hora de donar o rebre sexe oral. En general, la gent no considera que les formes del sexe oral afectin la virginitat de qualsevol de les parts, encara que hi ha moltes opinions sobre aquest tema.

## Etimologia
El nom català de fel·lació prové de fellātus, que en llatí és el participi passat del verb fellāre, que significa llepar. A part del nom "científic", també existeixen altres noms col·loquials, com ara mamada o francès.

## Pràctica
Un comportament freqüent anterior a la fel·lació, és acariciar i petonejar diverses parts del cos i apropar-se gradualment al penis i testicles. Una de les pràctiques consisteix en el fet que la parella posi el testicle suaument a la boca i faci un cercle lentament amb la llengua. També pot agradar que el gland sigui llepat suaument mentre la parella mou la mà lentament amunt i avall del penis.
Durant la fel·lació, la persona que realitza la fel·lació ha de procurar mantenir les seves dents cobertes pels llavis, perquè el contacte de les dents amb els òrgans pot provocar dolor. Tanmateix, hi ha qui gaudeix que les dents rasquin curosament. En la pornografia es mostra de manera freqüent que el penis entra sencer a la boca de la parella, una pràctica coneguda com a gola profunda. Aquesta pràctica pot ser incòmoda, per produir nàusees i impedir la respiració. Aquestes es poden evitar sovint fent ús d'una mà al voltant de la base del penis durant la fel·lació. D'aquesta manera el penis no arriba a la part posterior de la boca i redueix la possibilitat de sentir nàusees. Així mateix, la mà pot produir més estimulació al penis.
Algunes persones troben excitant l'ejaculació dintre la boca. Els pot agradar el gust, la sensació i la idea de tastar i tragar l'esperma, i pot ser una forma d'intimar amb la parella. No obstant això, algunes persones ho troben desagradable i prefereixen escopir el semen o treure el penis abans de l'ejaculació. Així doncs, es recomana no sostenir el cap de la parella durant l'orgasme per permetre-li treure el penis i controlar l'ejaculació.

### General
L'aspecte essencial de la fel·lació és la col·locació del penis a la boca de la parella sexual, i després moure rítmicament amunt i avall, d'esquerra a dreta. La saliva serveix de lubricant, i el practicant ha de tenir cura de no mossegar o esgarrapar el penis amb les dents. De vegades, la fel·lació també inclou llepar el penis, sense ficar-lo dins la boca, i també pot incloure l'estimulació oral de l'escrot, llepant i xuclant l'escrot dins la boca.
De vegades, la fel·lació es practica quan la penetració del penis crearia una dificultat física per a una parella sexual. Per exemple, es pot posar en pràctica durant les últimes setmanes de l'embaràs. Hi pot haver altres raons per les quals una dona no desitja tenir relacions sexuals vaginals, com l'aprehensió de perdre la seva virginitat, de quedar embarassada, o la seva possible menstruació.
És físicament possible per als homes que tenen la suficient flexibilitat, la mida del penis o una combinació dels dos per fer una fel·lació per un mateix com una forma de masturbació; això s' anomena autofel·lació. Pocs homes posseeixen suficient flexibilitat i longitud del penis per a realitzar-ho, però alguns ho poden fer.

### Gust i olor
És possible que "algunes dones elogien el gust" del semen. No obstant això, com passa amb la llet materna, el gust del semen pot ser alterat per la dieta. Hi ha informes anecdòtics que un major consum de carn i productes lactis vermells pot augmentar el seu sabor salat en general. S'ha observat que l'espàrrec causa amargor, mentre que el julivert, l'api, la canyella, i molts tipus de fruites (especialment tropicals) endolceixen. El semen dels grans fumadors i bevedors tendeix a tenir un gust més amarg.

## Punts de vista culturals

### La ingestió del semen
Encara el 1976, alguns metges aconsellaven a les dones que en el vuitè i el novè mes d'embaràs no s'empassessin el semen perquè no produís un part prematur, encara que ara se sap que això és segur.
La ingestió del semen ha tingut gran importància en algunes cultures de tot el món. En la cultura Baruya, hi ha un ritual secret en el qual els nens realitzen una fel·lació als homes joves i es beuen el seu semen, que "tornaran a generar ells mateixos abans del matrimoni". Entre els sàmbia de Papua Nova Guinea, a partir dels set anys tots els nens realitzen periòdicament la penetració oral dels adolescents en un procés d'iniciació de sis etapes, ja que creuen que la ingestió regular del semen d'un noi més gran és necessària per a un nen abans de la pubertat per assolir la maduresa sexual i la masculinitat. En el moment en què entra a la meitat de la pubertat deixa d'ingerir el semen d'altres i passen a realitzar-li la fel·lació nens més joves.

### La virginitat
El sexe oral és comunament usat com un mitjà per a preservar la virginitat, especialment entre les parelles heterosexuals; i això és de vegades anomenat virginitat tècnica (que inclou, a més, el sexe anal, masturbació mútua i altres actes sexuals sense penetració, però exclou el sexe penis-vagina). El concepte de «virginitat tècnica» o d'abstinència sexual a través del sexe oral és particularment popular entre els adolescents, fins i tot pel que fa a les adolescents que no només fel·len el penis del seu xicot per a preservar la seva virginitat, sinó que també per a mantenir la intimitat o per evitar l'embaràs. A més, els homes homosexuals poden considerar la fel·lació com una forma de mantenir la seva virginitat, sempre que defineixin que la penetració penis-anus resulti la pèrdua de la virginitat, mentre que altres homes homosexuals poden definir la fel·lació com el seu principal forma d'activitat sexual.

### Legalitat
La fel·lació és legal a la majoria dels països i la majoria dels països no tenen lleis que en prohibeixen la pràctica, a diferència del sexe anal o sexe fora del matrimoni. En la literatura islàmica, les úniques formes d'activitat sexual que estan constantment i expressament prohibides dins el matrimoni són el sexe anal i l'activitat sexual durant els cicles menstruals. No obstant això, l'actitud exacta cap al sexe oral és un tema de desacords entre els erudits moderns de l'Islam. Algunes autoritats consideren que és "inacceptable" a causa dels líquids suposadament impurs del penis que entren en contacte amb la boca. Altres fan èmfasi que no hi ha proves decisives per prohibir el sexe oral.
A Malàisia, la fel·lació és il·legal, però la llei poques vegades es compleix. Sota la Secció de Malàisia 377A del Codi Penal, la introducció del penis en l'anus o la boca d'una altra persona es considera una "relació carnal contra l'ordre de la naturalesa" i es castiga amb presó de 20 anys com a màxim.

## Història

### Antic Egipte
En el mite del déu Atum, aquest realitza una autofel·lació i escup el seu semen donant lloc als déus Shu (l'aire) i Tephnut (la humitat).

### Grècia

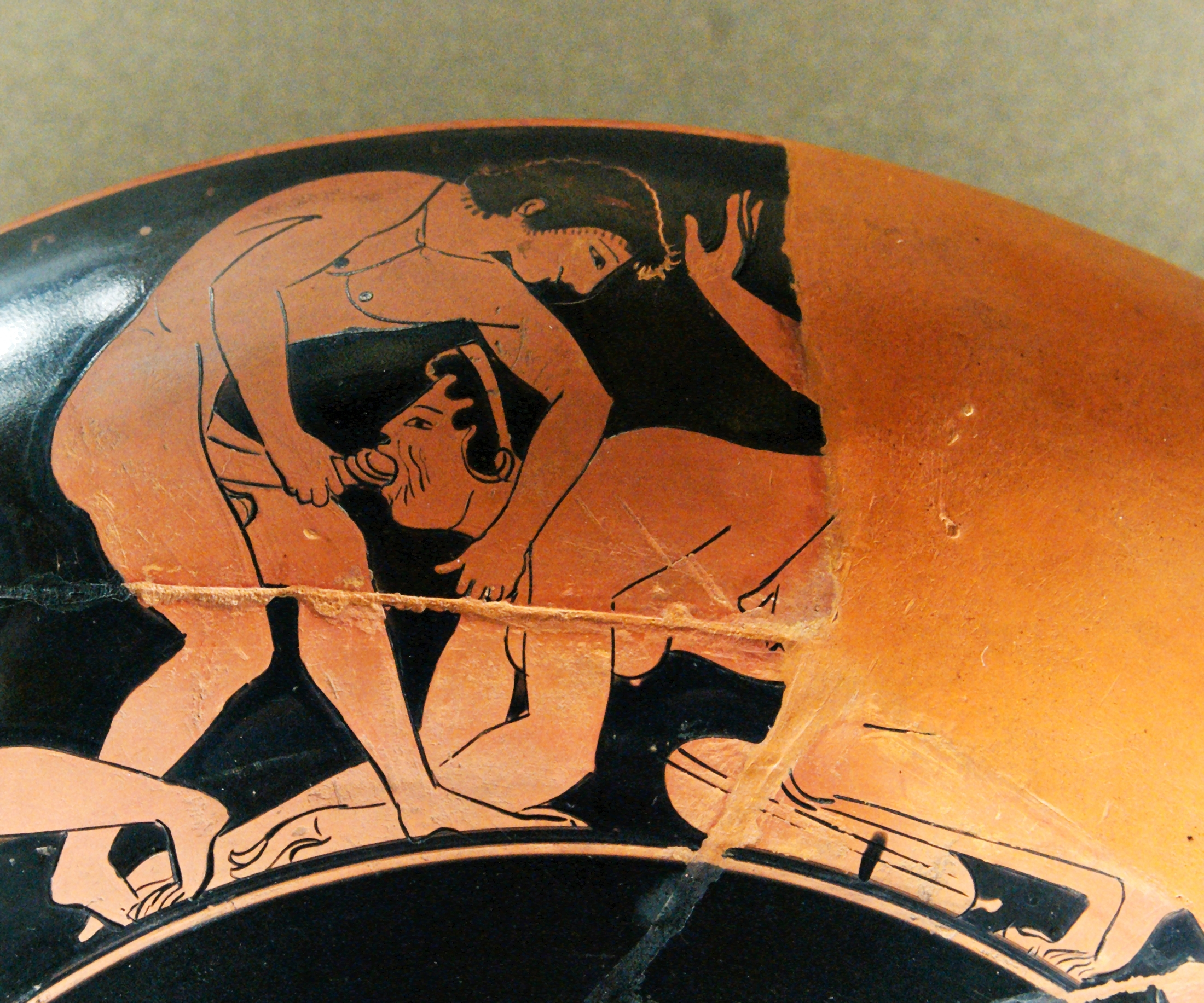
Escena d'una fel·lació a l'antiga Grècia (col·lecció Campana, Museu del Louvre).

A la Ilíada apareix per primera vegada el terme dones de Lesbos i fa referència a les dones que practicaven millor la fel·lació, ja que el verb grec lesbiázein significa "felar". De fet, a la Grècia clàssica l'illa era famosa per la destresa i tendència dels seus habitants a realitzar aquesta pràctica. La desviació del significat d'aquest terme es va haver de l'ús que li van donar posteriorment els cristians i a la procedència de la poetessa Safo. No obstant això, el vocable que s'utilitzava en l'antiga Grècia per referir-se a les lesbianes era tríbada, del grec tribo (fregar).

### Roma
A l'antiga Roma es va anomenar a aquesta pràctica com fellare o irrumare. Es considera que aquesta pràctica va ser habitual al món romà pel fet que Marcial la cités en diverses obres.
Els romans van lligar el poder al sexe oral, creant rols dominants i submisos. Tot i que la cunnilinció es considerava una pràctica bruta, gràcies a algunes pintades fetes en els banys públics i als paraules tallades en les parets, se sap que alguns prostituts masculins esperaven en les cantonades d'aquests banys a dones que sol·licitessin els seus serveis.
Practicar una fel·lació o un cunnilinció, ja fos un home o una dona l'executor, el convertia en culpable. Segons la jerarquia romana de la degradació sexual, un home sospitós d'haver estimulat oralment a una dona es rebaixava més que un que fos penetrat per un altre home. Se li imposava l'estatus legal d'infame, al mateix nivell que prostitutes, gladiadors i actors, la qual cosa li impedia votar i representar-se a si mateix davant un tribunal.

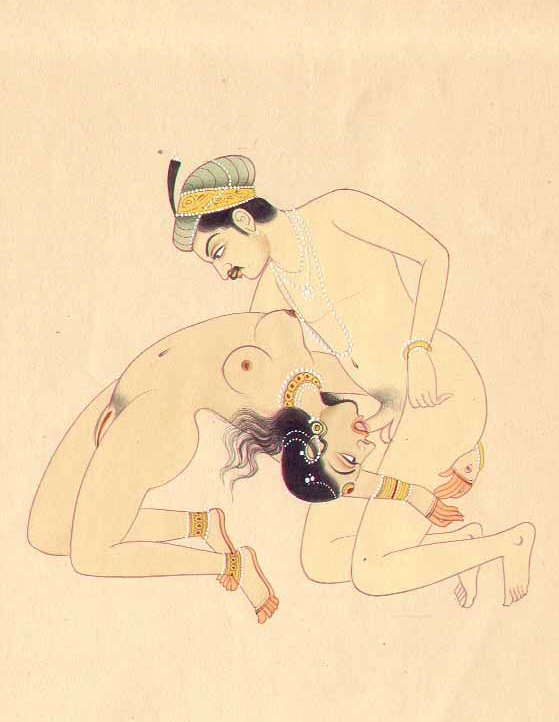
Escena del Kama sutra.

### Índia
El Kamasutra indi, del primer segle d. C., descriu el sexe oral analitzant la fel·lació amb gran detall i esmentant breument la cunnilinció. No obstant això, d'acord amb aquest text, la fel·lació és sobretot una conducta característica dels eunucs, els qui usaven la seva boca com a substitut dels genitals femenins.
L'autor Vatsiaiana estableix que també la practicaven "dones no castes" i esmenta el prejudici tradicional, molt estès, de considerar aquesta pràctica com degradant o impura. Vatsyayana sembla coincidir en certa manera amb aquestes actituds, afirmant que un 'home savi' no hauria de caure en aquesta forma de còpula, tot i que reconeix que pot ser apropiat en alguns casos, que, curiosament, no arriba a especificar.
A Khajuraho es troba el conjunt més gran de temples hinduistes de l'Índia, famosos per les seves escultures eròtiques. Segons algunes hipòtesis, la decoració tenia un motiu educatiu: ensenyar el Kama sutra als més joves. Per a altres, els temples són un homenatge al matrimoni entre Xiva i Pàrvati, i fins i tot alguns apunten que la representació d'amants servia de protecció, ja que espantava els mals esperits i als raigs. Es van construir en un espai de temps d'uns cent anys, entre l'any 950 i el 1050, i entre les seves escultures ja podem veure figures practicant la fel·lació.

### Personatges històrics
Al llarg de la història, diferents dones han estat assenyalades com a grans o expertes fel·ladores, o bé es van fer conegudes a causa d'algun escàndol sexual. La més conspícua d'elles ha estat la reina Cleòpatra, a qui els grecs anomenaven "merichane" (la boca dels deu mil homes). De Cleòpatra es va afirmar que va ser capaç de practicar sexe oral a cent soldats romans en una nit.
Durant el mandat del president demòcrata nord-americà Bill Clinton, una becària, Monica Lewinsky, va arribar a ser famosa per les fel·lacions que li va fer al president, en l'escàndol sexual conegut com a Monicagate.

## Pornografia
La fel·lació és un dels principals elements de la iconografia pornogràfica de tots els temps. Tant avui dia com en un gran nombre de cultures mil·lenàries evoca la dominació de l'home sobre la dona i la submissió d'aquesta al poder del fal·lus.
La pornografia actual, tant la cinematogràfica com la fotogràfica, han atorgat a la fel·lació tanta o més importància que al mateix coit i s'ha esforçat a mostrar-la detalladament com un itinerari que va des de la primera introducció del penis flàccid a la boca, fins a l'ejaculació final (sovint amb vessament d'esperma sobre la pròpia boca, llengua i llavis de la persona que la practica), o a qualsevol altra part del cos, moment que en simbolitza el punt final i alhora la sublimació de l'assoliment del plaer. Tanta o més importància revesteix també en l'àmbit de la pornografia i la cultura gràfica gai.

## Higiene i salut
En les relacions orals, en haver-hi contacte entre la mucosa bucal, el líquid preejaculatori i el semen, hi ha el risc de contagi de malalties de transmissió sexual (sífilis, gonorrea, VIH, 23 papillomavirus, etc.), sempre que un dels dos membres de la parella estigui infectat.
El risc és real, principalment, per a les persones que la realitzen, per la qual cosa s'aconsella l'ús del preservatiu en el cas de la fel·lació i al quadrat de làtex en el cas de la cunnilinció a l'hora de practicar sexe oral.
En el cas de la VIH, suposant que un dels dos membres de la parella sigui portador del virus d'immunodeficiència humana, el risc d'infecció a través de la pràctica de la fel·lació és molt baix, ja que la saliva té una baixa concentració de virus. No obstant això, el risc augmenta si hi ha ferides (penis, boca o faringe) en qualsevol dels practicants. Si es realitza una fel·lació sense preservatiu, el risc és moderat si s'ejacula a la boca però no s'empassa el semen, però es converteix en una pràctica de risc alt si a més de realitzar-la sense protecció s'ingereix el semen.
A més del possible contagi de malalties de transmissió sexual, també pot donar-se el cas de lesions orals producte de la irritació mecànica o de la pressió negativa durant l'acte. Aquestes lesions, quan es produeixen, solen localitzar-se en la unió del vel del paladar i la volta palatina i desapareixen al cap d'una setmana, en forma espontània.